# Resolución 88 del Consejo de Seguridad de las Naciones Unidas
La resolución 88 del Consejo de Seguridad de las Naciones Unidas, adoptada el 8 de noviembre de 1950, en concordancia con la regla 39 de las reglas provisionales del procedimiento, el Consejo convocó a un representante de la República Popular China para que estuviese presente durante la discusión del Consejo sobre el reporte especial del Comando de las Naciones Unidas en Corea.
La resolución fue aprobada por 8 votos, con 2 votos en contra de la República de China (Taiwán) y Cuba y una abstención de Egipto.